# Libro de cocina del anónimo andalusí
El Libro de cocina del Magreb y Al Ándalus en la época de los almohades, por un autor desconocido (en árabe, Kitāb al-Ṭabij fī al-Maghrib wa al-Ándalus fī ʽAṣr al-Muwaḥḥidīn, li-muʽallif majhūl), a veces también traducido abreviadamente como El anónimo almohade, o Manuscrito anónimo, o más modernamente La cocina hispano-magrebí durante la época almohade, fue un libro de cocina por un autor anónimo andalusí, y es considerado el recetario más importante del primer tercio del siglo XIII, así como uno de los dos textos más importantes para la reconstrucción de la desaparecida gastronomía de al-Ándalus, siendo el otro el Fiḍālat al-Jiwān por Ibn Razīn al-Tuŷībī. 
El original fue escrito durante la época almohade (1121-1269), aunque el manuscrito que nos ha llegado es una copia de 1604.

## Contenido
El Libro de cocina del anónimo andalusí recoge 545 recetas y preparaciones, además de consejos alimenticios, higiénicos, sobre utensilios y sobre el servicio de la mesa. 
La historiadora y arabista española Manuela Marín sugiere que pueda tratarse de un autor sefardí, ya que hay una notable cantidad de recetas apodadas «a la judía». Asimismo, señala la investigadora que el recetario menciona nombres de varios sultanes y otros personajes históricos almohades, por lo que el autor del libro bien pudo ser un cocinero profesional que trabajara para la corte andalusí. Los contenidos del libro no están orgnaizados por orden temático, como suele ser habitual, sino con un orden más personal, con anotaciones personales del autor. Esto motiva a Marín a pensar que «El anónimo almohade no es un libro planeado antes de su composición, como la Fudālat al-Jiwān del murciano Ibn Razin al-Tugibi, sino, muy posiblemente, una libreta de notas culinarias reunida con fines prácticos y de consulta por su compilador»

## Traducciones
- Al castellano: traducido por el historiador y arabista Ambrosio Huici Miranda, La cocina hispano-magrebí durante la época almohade: según un manuscrito anónimo del siglo XIII. Ediciones Trea. 1966. ISBN 84-9704-175-5.

Está disponible en su versión árabe original, en una traducción al español, otra al inglés, y dos al francés desde el original árabe.

## Manuscritos conservados
Existe una copia del manuscrito original que se encuentra en la BnF (París) registrado como «Arabe 7009. Recettes de cuisine». El manuscrito está fechado por su amanuense en la mañana del sábado 13 del mes de Ramadán del 1012 a.h. (14 de febrero de 1604 de la era cristiana).